# دوالیت
دوالیت (انگلیسی: Dualit) شرکت لوازم خانگی بریتانیایی است، که در سال ۱۹۴۶ تأسیس شد.